# 봉은사 영산전 십육나한도
봉은사 십육나한도(奉恩寺 十六羅漢圖)는 서울특별시 강남구 삼성동, 봉은사 영산전에 있는 조선시대의 불화이다. 2007년 9월 27일 서울특별시의 유형문화재 제238호 봉은사 영산전 영산회상도(奉恩寺 靈山殿 十六羅漢圖)로 지정되었다가, 2009년 6월 4일 현재의 명칭으로 변경되었다.

## 개요
1895년 영산전을 건립하면서 제작, 봉안한 7폭 불화 가운데 4폭으로 16나한을 4폭으로 나누어 그렸다. 현재 영산전의 후불탱화 좌우로 각 2폭씩 걸려있는데, 16존자를 각각 독립적으로 한 존자씩 그린 후 4존자를 한 폭으로 하여 총4폭으로 구성하였다. 그런데 이중 제 10, 11, 13, 15존자도는 결실되어 1955년에 만봉(萬峰)과 석성(碩成)이 새로 그렸다. 원래 16나한도는 향우측에 홀수 존자, 향좌측에 짝수 존자를 배치하는 것이 일반적이지만 새롭게 결실된 부분을 그려 넣으면서 순서가 교란되어, 현재는 향우측 중앙에서 입구 쪽으로 제16ㆍ1ㆍ12ㆍ14존자도, 제9존자 및 새로 조성한 3존자도, 향좌측 중앙에서 입구 쪽으로 제2ㆍ4ㆍ6ㆍ8존자도, 제7ㆍ5ㆍ3존자 및 새로 그린 존자도가 배치되어 있다. 즉 향좌측 한폭 만이 원래대로 되어 있으며 나머지는 존자도가 서로 뒤바뀌어 있어 혼란을 주고 있다. 각 존자도의 왼쪽 상단에는 주지묵서(朱地墨書)로 존자명이 적혀있어 각 존자의 명칭을 확인할 수 있으며, 제3존자와 4존자, 16존자 아래, 그리고 5존자와 7존자 사이 등 4군데에 화기가 남아있어 1895년에 상규(尙奎), 경선 응석(慶船 應釋), 종선(宗禪), 창민(昌玟), 성전(性㻇), 경협(景冾), 재겸(在謙), 금곡 영환(金谷 永煥), 영명 천기(永明 天機), 漢峯 瑲燁(한봉 창엽), 德月 應崙(덕월 응륜), 허곡 긍순(虛谷 亘巡), 금하 기형(錦荷 機炯), 금성 성전(錦城 性詮), 범화 윤익(梵華 潤益), 선명(善明) 등 많은 화승들이 참여하여 제작하였음을 알 수 있다.
나한들은 모두 심산유곡을 배경으로 가사 위에 장삼을 걸치거나 옷을 풀어헤친 모습으로 시자와 시동을 거느리고 앉아있다. 두 손을 가지런히 모으고 선정에 들거나(제1존자) 염주를 돌리며 수행정진하고(제2존자) 웃옷을 풀어헤치고 나무에 편안히 기대어 경전을 읽기도 하며(제4존자), 때로는 재주를 뽐내는 시동을 보며 파안대소하거나(제8존자) 무릎을 세우고 앉아있기도 하며(제14존자) 무릎 사이에 지팡이를 끼고 시자의 말을 경청하는 등(제12존자) 다양한 자세를 취하고 있다. 나한의 모습은 젊은 사미승 또는 백발이 성성한 노인의 모습이 대부분인데, 제3존자인 가락가발리타도존자(迦諾迦跋釐墮闍尊者)는 깡마른 체구에 두 손을 다소곳이 배 앞에 모으고 있는 모습에서 오랫동안 수행한 나한의 모습이 잘 드러나 있다. 젊은 수도승으로 표현된 나한의 얼굴에는 약하게 음영을 표현하였으며, 제8존자와 16존자처럼 노인형 나한은 주름을 강조하기 위해서인지 비교적 강하게 음영을 사용하고 있다. 대부분 산속의 바위나 돗자리, 짚방석 등에 앉아 있지만, 제5존자와 제6, 제16존자처럼 병풍과 장막 등을 치고 있어 마치 실내에 있는 듯한 느낌을 주기도 한다. 배경이 되는 산수는 청록산수로 조선말기 민화의 배경을 떠올리게 하는데, 산 위에 분리대처럼 일렬로 세워진 나무는 19세기 서울, 경기지역의 감로도에서 흔히 볼 수 있는 것으로 나한도의 화승들이 감로도의 제작에도 참여하고 있어 동일한 모티프를 사용한 듯하다.
이 불화는 심산유곡을 배경으로 시자와 시동을 거느리고 앉아있는 16명의 나한을 모두 4폭에 나누어 그린 16나한도로서 현재는 제 10, 11, 13, 15존자도가 결실되어 12폭만이 남아있다. 비록 4폭이 결실되기는 하였지만 19세기 서울·경기지역의 대표적인 화승들이 대거 참여하여 제작한 나한도이고 서울·경기지역 불화의 지역적 화풍을 살펴볼 수 있는 작품이므로 서울시 유형문화재로 지정한다. 그리고 새로 조성된 4폭은 지정에서 제외한다. 또한 현재 이 나한도는 4폭이 결실되어 있을 뿐 아니라 순서가 모두 교란이 되어 있어 원래의 순서에 맞게 재표구하여 봉안하여야 한다.

## 화기

### 제3존자도 화기
大施主中部小笠洞㞐 乾命庚辰生李氏 坤命庚戌生崔氏 長子庚寅生桂昌 金魚秩 金谷永煥 比丘永明天機 比丘漢峯瑲燁 比丘慶船應釋 比丘德月應崙 比丘虛谷亘巡 比丘錦荷機炯 比丘錦城性詮 比丘梵華潤益 比丘尙奎 比丘善明

### 제4존자도 화기
羅漢各部幀四𨋀奉安于廣州修道山奉恩寺 緣化所 幹事淇泫 誦呪瀛珠持殿泰還 金魚片手尙奎 比丘性㻇 比丘景冾 沙彌在謙 供司相贊 鍾頭 一雨 化主 慈船 施主秩 信女丙申生宋氏眞明花 亡夫丁丑生礪山宋氏 亡母癸酉生全州李氏 亡母戊戌生驪州李氏 亡祖夫甲辰生延安李氏

### 제5존자도와 7존자도 사이의 화기
大朝鮮開國五百四年乙未十二月二十日爲始灵山各部合七𨋀及改金改彩二十六日畢奉安于修道山奉恩寺灵山殿 緣化秩 證明 沿應淇泫 雪峰泰文 片手比丘尙奎 金魚 錦荷機炯 比丘雲照 昌昊

### 16존자도 화기
緣化所 證明雪峰泰文 誦呪龍湖瀛珠 持殿比丘泰還 金魚片手尙奎 慶船應釋 比丘宗禪 沙彌昌玟 供司比丘相贊 鍾頭比丘一雨 都監月峰法能 化主海翁慈船 以此因緣功德 蒙佛授記 當生極樂淨界之願

## 참고 자료
- 봉은사 십육나한도 - 국가유산청 국가유산포털